# Berkenbladsnijdermot
De berkenbladsnijdermot (Incurvaria pectinea), vroeger bladsnijdermot genoemd, is een vlinder uit de familie van de witvlekmotten (Incurvariidae). De spanwijdte van de vlinder bedraagt tussen de 12 en 16 millimeter. De soort overwintert als volgroeide rups.

## Waardplanten
De berkenbladsnijdermot heeft veel loofbomen als waardplant, zoals berk, hazelaar en appel. De jonge rups mineert, de oudere rups snijdt uit het om de mijn een rond stukje, laat zich op de grond vallen en eet van dood blad. In het blad aan de boom zitten dan ronde gaten. Het leeft en verpopt dan in een van het blad gemaakt zakje.

## Voorkomen in Nederland en België
De berkenbladsnijdermot is in Nederland en in België een algemene soort, die verspreid over het hele gebied kan worden gezien. De soort kent één generatie, die vliegt in april en mei.